# Nova (Richard Rider)
Nova (Richard Rider) es un personaje que aparece en los cómics estadounidenses publicados por Marvel Comics. El personaje apareció históricamente como protagonista de su propia serie, y en otras ocasiones, como personaje secundario en libros de equipo como The New Warriors. Es miembro de la fuerza policial intergaláctica conocida como el Cuerpo Nova. Su casco le otorga acceso a Nova Force y habilidades sobrehumanas que incluyen mayor fuerza, vuelo y resistencia a las lesiones.
En mayo de 2011, Nova fue colocado como 98.º en el Top 100 Héroes de Cómic de todos los tiempos de IGN.

## Historia de publicación
El personaje fue creado por Marv Wolfman y Len Wein en el fanzine Super Adventures en 1966. Siete años más tarde John Romita, Sr. ajustó el diseño del uniforme del personaje. Nova debutó en Nova #1 en 1976, escrito por Wolfman y dibujado por John Buscema. Wolfman destinó el personaje adolescente para ser un homenaje al Spider-Man de Stan Lee y Steve Ditko, hasta sus humildes raíces de clase trabajadora y alter ego aliterado. La serie original de Nova, El hombre llamado Nova, duró 25 números a partir de septiembre de 1976 a mayo de 1979. Las tramas colgantes se resolvieron en los volúmenes 206-214 de Cuatro Fantásticos (también por Wolfman) y el volumen 24 de Rom el Caballero del Espacio. El personaje luego desapareció en la oscuridad hasta que regresa como un miembro del equipo original de los Nuevos Guerreros en Nuevos Guerreros (vol. 1) #1-75, Anual #1-4 (julio de 1990-septiembre de 1996).
Tras dos títulos posteriores de Nova, Nova vol. 2 #1-18 (enero de 1994 hasta junio de 1995) y Nova, El Cohete Humano vol. 3 #1-7 (mayo-noviembre de 1999), Nova regresaría en Nuevos Guerreros vol. 2 #0-10 (octubre de 1999-julio de 2000) y Nuevos Guerreros vol. 3 #1-6 (julio de 2005-diciembre de 2005). Después de una miniserie de cuatro números titulada Aniquilación: Nova y un papel protagónico en Aniquilación 1-6, un cuarto volumen de Nova corrió por 36 ediciones (abril de 2007-abril de 2010). Esta serie ligada a Aniquilación: Conquista, Invasión Secreta, y Guerra de Reyes. Las tramas colgando se abordaron en El Imperio de Thanos, una miniserie de seis números con dos one-shots sujetalibros (mayo de 2010-febrero de 2011).
Nova apareció como un miembro de los Vengadores Secretos durante sus primeros cuatro números (mayo - agosto de 2010).

## Biografía del personaje ficticio

### Serie original
Richard Rider, un estudiante de la Escuela Secundaria ficticia Harry S. Truman en Hempstead, Nueva York, es elegido al azar por el alienígena Rhomann Dey, último Centurión Nova superviviente de la élite del Cuerpo Nova del planeta Xandar, para heredar su poder y sucederle en el rango de Nova Prime después de la destrucción de su mundo por el intergaláctico pirata Zorr. Habiendo sido mortalmente herido en la batalla que hizo trizas a Xandar, Dey logra rastrear a Zorr hasta la Tierra pero es incapaz de derrotarlo debido a la gravedad de sus heridas. Cerca de la muerte, Dey decide transferir su poder a un ser humano desprevenido en el planeta de abajo, rezando porque quienquiera que encuentre ocupará su causa.
Rider obtiene el uniforme y los poderes de un Centurión, pero con poca instrucción sobre el uso de esos nuevos poderes. Rebosante de alegría, Rider ansiosamente toma la vida de un superhéroe, luchando contra supervillanos disfrazados en Nueva York y poco a poco aprendiendo a controlar sus nuevas habilidades. Llamándose a sí mismo Nova, él hace archienemigos de matones a nivel de calle y amenazas de nivel cósmicas por igual, luchando contra villanos como Cóndor y Fuente de Poder, Cabeza de Diamante, el Corruptor, y la Esfinge. Nova también se alía con Spider-Man para capturar a Fotón, que había matado al tío de Richard Rider, Ralph Rider, antes de finalmente optar por revelar su identidad secreta a su familia.
Rider finalmente descubre la nave espacial Nova Prime de Dey en la órbita de la tierra, y el Doctor Sol y la Esfinge conduce a Rider a través de las estrellas y al recién reconstruido el planeta, Xandar, el mismo mundo donde sus grandes poderes se originaron. Viajando con ellos también son Fuente de Poder, Cometa, y Crimebuster. Participó en la guerra encarnizada contra los Skrulls, los Xandarianos forman a los Campeones de Xandar, presionando a Rider para servir protegiendo sus territorios de los ataques. Nova y los Campeones de Xandar luchan junto a Rom el Caballero del Espacio para derrotar finalmente a los Skrulls, aunque Xandar mismo queda casi indefenso en las consecuencias. Cansado de la vida tan lejos de casa y esperando reunirse con sus amigos de la secundaria, Rider solicita ser liberado de sus deberes en Xandar y regresar a la Tierra. Cuando se le dijo que debía renunciar a sus poderes para hacerlo, Rider acepta a regañadientes.

### Nuevos Guerreros
A su regreso a la tierra, Rider lleva una vida tranquila trabajando como cocinero en un restaurante de comida rápida y apenas cubre sus gastos debido a su educación interrumpida. Encuentra que gran parte de su vida anterior ha pasado sobre él y busca una manera de recuperar los poderes a los que renunció. Consulta con Reed Richards de los Cuatro Fantásticos para ver si podía recuperar sus poderes. Desconocido por él, durante este período, el planeta Xandar es completamente destruido en un ataque de la pirata del espacio Nébula.
En un intento por asegurar a los nuevos aliados superpoderosos, el superhéroe Destructor Nocturno irrumpe en los ordenadores de S.H.I.E.L.D. y roba los datos del examen de Rider, de Richards y otros individuos superpoderosos. Deduciendo que los poderes de Rider no fueron tomados completamente de él, sino que permanecieron inactivos dentro del cuerpo del joven, Destructor Nocturno se convence de que una situación de alto estrés será suficiente para reactivar los poderes de Rider y abrirlo a la reclutación. Para ello, Destructor Nocturno secuestra a Rider y lo lleva a la parte superior de un edificio de varios pisos. La caída hace que los poderes de Rider se reavivaran, salvando su vida.
Aunque muy molesto por la actitud arrogante de Destructor Nocturno, Rider se une a su grupo de superhéroes, los Nuevos Guerreros, que aparecen primero como un equipo ayudando a Thor en su lucha con Juggernaut. Aunque su primera batalla les enfrenta a Terrax el Domador, sus aventuras juntos típicamente incluyen tratar con supervillanos a nivel de calle, así como el viejo enemigo de Nova, la Esfinge. Durante este tiempo, Rider comienza a salir con su compañera Namorita y se convierte en amigo cercano de Speedball. Mientras trabajaba con los Nuevos Guerreros, los padres de Rider se enteraron de que había vuelto a convertirse en Nova. Richard brevemente salió con la estudiante de Yale Laura Dunham después de que ella accidentalmente golpeó su furgoneta de reparto en uno de los muchos trabajos ocasionales de Rider.
Funcionando durante varios años como un superhéroe ligado a la tierra sin ninguna conexión con el ahora difunto Cuerpo Nova, Rider, finalmente se encuentra con Garthan Saal, un antiguo Centurión del Cuerpo Nova que ha enloquecido por su búsqueda por absorber la totalidad de la Fuerza Nova que alimenta a todos los Centuriones Nova. Habiendo fracasado en su intento de vengarse de Nebula por la destrucción de su planeta natal, Saal en su lugar dirige su atención a restaurar Xandar a su antigua gloria. Despojando a Rider de sus poderes por segunda vez, Saal transporta a Rider a Xandar otra vez y le obliga a asistir al proceso que restaura el planeta muerto a la vida. Rider también presencia la Reforma del Cuerpo Nova, y lo designa al rango de Centurión Prime.
Asignado a la Tierra, Rider se enfrenta al desafío de equilibrar su doble vida como un miembro del Cuerpo Nova y de los Nuevos Guerreros. Rider pronto se encuentra con otro miembro del Cuerpo Nova de una realidad alternativa llamado Nova 0:0, que intenta prepararle para luchar contra una fuerza misteriosa que había destruido su propia tierra: "la Tormenta de la Muerte". Desafiando la orden directa de la Reina Xandar de Adora para volver a Xandar para sofocar una emergencia, Rider logra detener la Tormenta de la Muerte y salvar la Tierra. Su éxito dura poco, como Rider se encuentra despojado de sus poderes, una vez más, y reemplazado como Centurión Prime por Garthan Saal. Después de varios meses, Saal es asesinado por Volx, Reina de los Fantasmas del Espacio, regresando la fuerza Nova a Rider con su último aliento.

### Aniquilación
Nova brevemente viaja a los EE. UU. con los reformados Nuevos Guerreros como parte de un show de telerrealidad. Después de la primera temporada del show, sin embargo, Rider deja el grupo por Xandar para presentarse al servicio junto a todo el Cuerpo Nova, que ha sido movilizado totalmente para responder a una amenaza desconocida. Xandar y el Cuerpo Nova son rápidamente diezmados por un ataque sorpresa por la Ola de Aniquilación, una fuerza de la Zona Negativa. Como el único sobreviviente centurión, Rider se pone en contacto con el Mundomente Xandariano, un superordenador viviente que es el regulador de la Fuerza Nova y cuidador de toda la base de datos colectiva de la civilización Xandariana. Mundomente explica que no hay más remedio que cargar él mismo y de toda la Fuerza Nova en su cuerpo y mente. Esta ley aumenta enormemente su fuerza ya sobrehumana y durabilidad, así como otorgarle el control de las energías casi ilimitadas de la Fuerza Nova Durante la Guerra de Aniquilación, Rider toma el mando del Frente Unido, una colaboración flexible de los soldados que provienen de los mundos ya asediados por Annihilus. En una campaña de casi un año de duración, Rider casi logra hacer retroceder el avance de la Ola a través de la galaxia. Cuando Annihilus utiliza el poder robado de su cautivo Galactus para destruir un planeta entero, Rider cambia de tácticas. Disolviendo el Frente Unido, él lidera un pequeño equipo en el territorio conquistado por la Ola, con la intención de asesinar a Annihilus él mismo. Forjando alianzas con gente como Blastaar y los Caballeros del Espacio Galadorianos a lo largo del camino, Rider finalmente se involucra con Annihilus en combate personal, matándole y deteniendo su ola de destrucción.
Después de la guerra de Aniquilación, Rider empezó a vigilar proactivamente el universo. Cuando Mundomente insiste descansar a Rider, él regresa a la Tierra. Enojado porque sus súplicas de ayuda en la Guerra de Aniquilación fueron ignoradas por la Guerra Civil y sintiéndose fuera de lugar en la tierra, Rider regresa al espacio.

### Post-Aniquilación
Intentando ayudar a los Kree contra un asalto de la Falange durante la historia Aniquilación: Conquista, Rider es gravemente herido y se estrella en un puesto avanzado Kree escasamente poblado. Mientras que el cuerpo inconsciente de Rider es recuperado, Mundomente delegó un comandante local, Ko Rel, para protegerlo. Cuando ella desobedece la dirección de Mundomente, Rider es infectado por el virus de transmodo y se va con Gamora, que es ahora parte de la Falange. Ahora encargada de matar a Rider antes de que el Mundomente caiga en manos enemigas, Ko-Rel le ataca, solo para ser asesinada por Gamora en represalia. Tras su muerte, su fracción de la fuerza Nova regresa a Rider y le permite superar el virus de transmodo. Él huye del espacio Kree perseguido por Gamora y un Drax controlado por la Falange Buscando una cura para el virus de transmodo, Rider finalmente llega a Kvch, el planeta hogar de los Technarchy. Rider recluta la ayuda del mutante Warlock y su hijo Tyro, que curan a Rider, Drax, y Gamora del virus de transmodo. Los cinco regresan a Hala para acoplarse a la Falange.
Cuando es emboscado por algunos Skrulls durante la historia Invasión Secreta, Rider es ayudado por Kl'rt. Se entera acerca de la Invasión Secreta y se dirige a la Tierra. Rider se entera de que el Proyecto Pegaso, la base donde ahora trabaja su hermano, está bajo ataque Skrull. Trabajando con Halcón Oscuro, Rider detiene con éxito el avance de los Skrulls. Los científicos de la instalación extraen el Mundomente de su cerebro y utilizan el superordenador para poner en marcha un proyecto conocido como el matraz cuántico, que restaura a Quasar a la vida. Una nave de guerra Skrull está a punto de atacar el Proyecto Pegaso, pero es destruida por un grupo de Centuriones Nova alienígenas que luego declaran su lealtad a Rider.
Durante la historia Guerra de Reyes, Rider se entera de que Mundomente había estado reclutando para el Cuerpo sin decírselo. Cuando se entera de que Ego el Planeta Viviente está entre los nuevos reclutas, él se enfurece y trata de combatir a Mundomente. Como resultado, se le despojó de su rango y fue expulsado del Cuerpo Nova. Debido a que su cuerpo se ha vuelto dependiente de la Fuerza Nova, Rider moriría si no la tiene por mucho tiempo. Como medida temporal, toma prestadas las bandas cuánticas de Wendall Vaughn y se convierte en Quasar. Usando sus nuevas habilidades, Rider va a rescatar el Cuerpo de la Guerra de Reyes. Ego se retira como Centurión y Rider recupera su estado de Nova Prime, pero no antes de que la mayoría de los nuevos reclutas fueran masacrados por la Guardia Imperial Shi'ar. Nova acepta entrenar a los nuevos Centuriones restantes, entre ellos su hermano menor Robert.

### "Reino de los Reyes" y Thanos Imperative
En la historia Reino de Reyes, una nave perdida del Cuerpo Nova apareció por un desgarro en el espacio-tiempo conocido como la Falla. A bordo estaba Zan Philo, un centurión Nova desaparecido hace tiempo. Philo fue asignado a entrenar a los probacionistas. Más tarde, Rider y Halcón Oscuro se encontraron en el interior de la Falla, donde son llamados a luchar por la Esfinge contra su yo más joven. Debido a la corriente temporal inestable dentro de la Falla, Nova fue capaz de volver con Namorita, su antigua novia, que había muerto algunos años atrás. Richard volvió al Proyecto Pegaso, donde se enfrenta a un Quasar alterno que vino del universo creado por la falla.
Alcanzando al alternativo Quasar, Rider llega de vuelta a la Falla justo a tiempo para ver a la Iglesia Universal de la Verdad rasgarla de par en par. Como Nova lucha por defender las naves de guerra Kree y Shi'ar contra las criaturas dentro de la Falla, recibe la ayuda de Quasar y la Estela Plateada. Dejan la batalla, junto con Gladiador, Ronan y Bill Rayo Beta que perseguir a Lord Mar-Vell, la versión malvada alternativa del Capitán Marvel. Después de no poder detener a Mar-Vell, Rider se entera de que los Guardianes de la Galaxia necesitan su ayuda dentro de la Falla. Una vez allí, Nova y los Guardianes observan a Thanos destruir a Mar-Vell. Ahora enfrentando a un enfurecido Thanos, Rider saca la fuerza nova del resto del cuerpo para mayor fuerza. Él y Star-Lord son capaces de retener a Thanos durante los pocos minutos que le toma a la Falla cerrarse, atrapando a los tres en un universo alternativo. Nova y Star-Lord reciben una estatua en su honor en Hala.

### Regreso
El último Nova (Sam Alexander), localiza la mente del mundo Xandarian. La conciencia de Rider se despierta dentro de la mente del mundo durante el encuentro. Más tarde se revela que Rider y la mente del mundo sobrevivieron al cierre de la falla y permanecen atrapados en Cancerverse. Usando la Fuerza Nova, Rider logra escapar de Cancerverse, regresa a la Tierra para visitar a su madre, y descubre que su padre ha muerto. Se encuentra con Alexander y comienzan a trabajar juntos. Sin embargo, en su huida, Rider se ha convertido en un portal para Cancerverse, que repetidamente intenta invadir la Tierra a través de él. Rider regresa al Cancerverse con la esperanza de cerrar el portal y así salvar su propio universo. A pesar de su resistencia, es cooptado por Cancerverse, pero es liberado por Alexander, que lo ha seguido. Los dos escapan de Cancerverse una vez más, usando el Cubo Cósmico llevado por el 'Cancerverse de doppelganger de Thanos. Rider y Alexander reanudan sus vidas y relaciones en la Tierra mientras continúan como Nova Corpsmen.

## Poderes y habilidades
Nova deriva sus poderes de una fuente de energía llamada la Fuerza Nova que todos los Centuriones del Cuerpo Nova empuñan. Esta energía fue transferida por tecnología Xandariana a Rider por el Centurión Nova Rhomann Dey. La pequeña medida de la Fuerza Nova de Nova le da poderes sobrehumanos incluyendo vuelo, fuerza sobrehumana, velocidad, y durabilidad, así como el poder de absorber la energía dirigida contra él y liberarla en forma de pulsos y rayos gravimétricos, ya sea desde partes específicas de su cuerpo o de todo su cuerpo. 
Nova es un buen combatiente cuerpo a cuerpo, y ha sido entrenado por Chord.
Nova lleva un uniforme estándar de los Xandarianos StarCorps, diseñado para acomodar sus poderes sin ser dañado por ellos. El uniforme es altamente resistente al daño, incluyendo las condiciones del espacio exterior, y es hermético. Además, el uniforme tiene una función de soporte vital incorporada que pueda mantener a Rider bajo las condiciones ambientales más extremas, incluyendo actuar como un traje de soporte vital al cerrar la boca y los ojos del casco. El casco contiene unas miras telescópicas de radio, sensores de visión nocturna, y sensores de imagen de calor, así como un head-up display visual para rastrear firmas de energía. El casco de Nova tiene una construcción rígida y forma cuando se usa, pero se hace tan maleable como el paño cuando no lo es, lo que permite a Rider ocultarlo en sus ropas de civil cuando lo desea. El uniforme de Nova no es sólo extremadamente maleable; también está diseñado con armas y funciones específicas para ayudar a Rider en su papel de Centurión del Cuerpo Nova. Entre estas características está una descarga electromagnética que puede anular la gravedad y acceder a las Puertas Estelares que le permiten entrar en el hiperespacio, donde puede moverse a velocidades excediendo la velocidad de la luz. Rider también puede alterar la apariencia y la naturaleza de su uniforme para adaptarse a sus necesidades. Sin embargo, como Rider aprende por las malas, los StarCorps mantienen un estricto código de vestuario. Cuando hace grandes cambios cosméticos en su uniforme después de reunirse con los Nuevos Guerreros, a Nova se le ordenó sumariamente adaptarse a las normas. 
Durante la Aniquilación, El uniforme de Rider es alterado y mejorado para albergar el Mundomente Xandariano así como toda la Fuerza Nova, que fue utilizada previamente por todos los miembros del Cuerpo Nova. Con el Mundomente y la Fuerza Nova, Rider posee una fuerza tremendamente aumentada y durabilidad, así como cantidades casi ilimitadas de energía. El Mundomente consiste en toda la cultura y la historia de Xandar así como las mentes individuales de miles de años de Xandarianos muertos. La voz de consenso del Mundomente puede hablar directamente con Rider, ayudándolo a controlar la fuerza nova, combatir los enemigos, sentir la energía, la interfaz con la electrónica, y protegerse contra las habilidades psiónicas. El Mundomente también puede asumir el control directo del cuerpo de Rider cuando está dormido.

## Recepción y legado
IGN clasificó a Nova como el 98vo mejor personaje de cómics, llamando a Nova una mezcla de Spider-Man y Linterna Verde. También declararon que Nova experimenta un crecimiento hacia la madurez a través de la historia Ola de Aniquilación donde Nova abrazó su destino como defensor principal de una galaxia golpeada.

## Otras versiones

### Tierra X
En el futuro alternativo de Tierra X, Nova reside en el más allá. Él y otros dos héroes fallecidos, Ms. Marvel y Star-Lord, conducen una carga inicial contra Mefisto pero son rápidamente derrotados.

### Marvel Zombies
Nova aparece en Marvel Zombies edición Días Muertos. Incapaz de superar su miedo y el horror de la masacre que ocurre a su alrededor, Nova no actúa en defensa propia cuando Spider-Man le ataca. Afortunadamente para Nova, Daredevil interviene pero es mordido cuando Nova está demasiado conmocionado para ayudar. Él y El Poderoso Thor son rescatados por los Cuatro Fantásticos y unidos con los otros héroes sobrevivientes en el Helitransporte de S.H.I.E.L.D.. Nova entra en pánico aún más cuando Nick Fury formula una defensa de última posición desesperada, alegando que no era nada como las anteriores amenazas globales; y que el mundo era igual de bueno como muerto. De todos modos, Nova ayuda en la batalla hasta que es mordido por Ms. Marvel. Como zombi, él participa en un fallido ataque al castillo del Doctor Doom, en un esfuerzo para llegar hasta los humanos dentro. Una versión zombi de Nova puede ser vista en la serie limitada Marvel Zombies, siendo destrozado por una lluvia de fragmentos de metal lanzados por Magneto.
Sigue siendo móvil, como un zombi, cuando un enjambre de zombis ataca e intenta consumir a la Estela Plateada. Durante el incidente, Hulk zombi aplasta a Hércules zombi cuando este último intenta robar la cabeza de Estela Plateada. Nova retrocede, diciendo "Pensándolo bien, quédatela, grandullón". Luego es asesinado por los zombis cósmicos.

### MC2
Richard Rider aparece con frecuencia en la serie Spider-Girl, que está situada en un futuro alternativo. Nova de MC2 (cocreado por Tom DeFalco y Ron Frenz) apareció por primera vez en Spider-Girl #7 y creyó erróneamente que Spider-Girl era una supervillana ya que estaba luchando con Demonio Oscuro en el momento. Después de una breve batalla Nova más tarde se da cuenta de su error.
Con el tiempo, Nova de MC2 intenta enseñarle a Spider-Girl sobre la importancia de ser un superhéroe. Su arrogancia y falta de paciencia con los jóvenes héroes hace que sus lecciones sean en gran parte ignoradas. Sin embargo, el hecho de que Nova era un miembro fundador de los Nuevos Guerreros le dio a Spider-Girl la inspiración para formar una nueva versión MC2 de los Guerreros.
En el momento de la serie, Nova ha servido como un Vengador temporal. También aparece en la serie limitada El Último Héroe en Pie y Avengers Next. Nova también ayudó en la batalla contra Galactus en El Último Planeta en Pie. El Nova en el futuro MC2/Spider-Girl es finalmente confirmado que es Richard Rider en Avengers Next #2. Su actitud hacia Spider-Girl es a menudo arrogante y desdeñosa, lindando en lo despectivo; pero más tarde se vuelve impresionado por ella, después de que ella sobrevive a una batalla contra el enemigo de los Vengadores Seth.

### Por siempre ayer
Nova aparece como un miembro de un equipo de Vengadores de una realidad paralela donde el Medio Oriente es el superpoder dominante. Él sirve al gobernante de esta dimensión, la tiránica mujer Esfinge. Él conoce la verdad de cómo la Esfinge utiliza la energía de la Piedra Ka para modificar la realidad por el exasesor de la Esfinge original Sayge. Nova traiciona a la Esfinge para unirse al Hombre Maravilla (Vance Astrovik) y Estrella de Fuego del Frente de Liberación Mutante de ese mundo, así como el Destructor Nocturno cuyos padres fueron asesinados en esta realidad a las órdenes de la Esfinge. Cuando Nova amenaza con matar al gato de la Esfinge, ella restaura la realidad.

### Nova 0:0
La segunda serie Nova él se ocupa de Nova 0:0 que es mucho más hábil en usar sus poderes que Richard Rider. A menudo lucha contra Nova con el fin de probarlo y presionar a Nova para que use sus poderes de nuevas maneras. Se revela que este Nova es de hecho la versión de realidad alternativa de Robert, el hermano menor de Richard. En esa realidad Robert ganó los poderes de la Fuerza Nova en lugar de Richard y se quedó para dirigir el Cuerpo Nova y ayudar a Xandar a reconstruise después de la guerra con los Skrulls. La tierra de Robert había sido destruida por la Tormenta Mortal mientras él estaba en el espacio. Nova 0:0 más tarde sacrificaría su vida evitando la Tormenta Mortal de destruir la versión 616 de la Tierra. Murió y fue enterrado en Marte. En la cuarta serie Nueva el Robert Rider de la versión 616 de la Tierra también se convierte en miembro del Cuerpo Nova (junto con varios otros humanos y no humanos) y otra vez se muestra capaz de usar sus poderes de maneras que su hermano Richard no hizo.

### What If
Un volumen de What If? mira lo que habría ocurrido si cuatro personas diferentes habían adquirido el poder de Nova:
- Una joven que había sido testigo recientemente de su marido siendo asesinado por un ladrón al azar. Usando los poderes de Nova, ella desató una ola de venganza sobre los criminales mientras buscaba al asesino de su marido, incluso lanzando a Kingpin por una ventana al no poder brindarle la información que buscaba. Su mente enfurecida no puede distinguir entre el bien y el mal como ella ataca a cualquiera que percibe como que obstaculiza su búsqueda. La carrera de Nova culmina en una lucha contra los Cuatro Fantásticos. Reconociendo que no se le puede permitir tomar la justicia en sus propias manos, incluso si ella había matado principalmente criminales, el equipo la destierra a la Zona Negativa. Después de su marcha, la policía descubrió el cuerpo del asesino de su marido en un coche que había caído en un río meses atrás.
- Un mendigo descubrió el traje Nova después de haber sido lanzado de un hotel, y lo usó para entrar en calor. Cuando se hizo cautivo en un ataque Skrull a la Tierra que casualmente comenzó en el orfanato donde se alojaba por la noche en Navidad, el hombre se puso el traje de Nova y luchó contra los Skrulls, que culmina en él sacrificándose para destruir la flota Skrull.
- Peter Parker, paralizado en esta realidad debido a la picadura de araña que le dio sus poderes en el verdadero Universo Marvel, está amargado en el mundo debido a sus piernas inservibles y la muerte de su Tía May del shock después de que se enteró de su parálisis. Cuando adquirió los poderes Nova, Peter voló a casa para revelar su buena fortuna a su Tío Ben, sólo para sorprender al ratero cuando intentaba robar la casa, resultando en la bala del ladrón rebotando la armadura de Nova y matándolo. Afligido por el dolor en su papel en la muerte de un ladrón, Peter lanza el traje jurando nunca volverlo a usar. Sin embargo, Peter descubre que puede volver a caminar.
- Un hombre no identificado utilizó los poderes Nova para llevar criminales de la Tierra a conquistar la Tierra y destruir a los héroes sólo para ser asesinado cuando el Doctor Muerte y el Cráneo Rojo se volvieron contra él por celos. Esto permitió a Esfinge tomar el control del ordenador Nova-Prime y utilizarlo para buscar las mentes del mundo por el significado de su existencia.

## En otros medios

### Televisión
- Nova aparece como un cameo de fondo en Silver Surfer episodio "Aprendiendo Curvas Parte 1".
- Nova aparece en The Super Hero Squad Show episodio "Tan lindos cuando explotan", con la voz de Jason Marsden.

### Universo cinematográfico de Marvel
En marzo de 2022, se reveló que Marvel Studios estaba desarrollando un proyecto con Richard Rider / Nova, con Sabir Pirzada escribiendo.Será una Presentación Especial lanzada en Disney+.

### Videojuegos
- La voz de Nova apareció en un registro de audio de los Nuevos Guerreros en Marvel: Ultimate Alliance 2, con la voz de Robert Tinkler.
- Nova aparece como un personaje jugable en el videojuego Marvel Super Hero Squad: The Infinity Gauntlet, con la voz de Jason Marsden.
- Nova aparece como un personaje jugable en el juego crossover de lucha Ultimate Marvel vs. Capcom 3,[70] con la voz de Troy Baker. La versión del traje Nova como es usado por Sam Alexander en la serie Ultimate Spider-Man está disponible como un traje alternativo, así como los disfraces Quasar de Richard y Kid Nova.
- Nova es un personaje jugable en Marvel Super Hero Squad Online.
- Nova es un personaje jugable en Lego Marvel Super Heroes y Lego Marvel Vengadores.
- Nova es un personaje jugable en Marvel vs. Capcom: Infinite.
- Nova es un personaje jugable en Marvel Future Fight.
- Nova es una carta jugable en el juego de cartas Marvel Snap.
- Nova es un personaje jugable en Marvel Contest of Champions.

### Juguetes
- Nova recibió una figura de 6 pulg en su traje original de la serie Holocausto de Marvel Legends en 2009. Era una exclusiva de Walmart.
- Nova fue representado en su traje Nova Prime por Eaglemoss en la revista Classic Marvel Figurine Collection. La figura principal de 94 cm fue lanzada como el número 54 de la serie.
- En 2012, Nova fue incluido en la línea de juguetes Uiverso Marvel 3 3/4" con su traje de Nova Prime.[71]
- Nova Prime era un personaje jugable en el set Galactic Guardians de Marvel Heroclix.[72]
- Nova está incluido en el set de Lego 76005: Spider-Man: Daily Bugle Showdown,[73] lanzado en 2013. Este set también incluye las versiones de Lego de Spider-Man, Doctor Muerte, Escarabajo y J. Jonah Jameson.